# Carrie (roman)
Pour les articles homonymes, voir Carrie.
Carrie est un roman d'horreur écrit par Stephen King et publié en 1974. Il s'agit du tout premier roman publié par l'auteur.

## Résumé
L'action se passe dans la ville de Chamberlain, dans le Maine. L'héroïne, Carrietta « Carrie » White, est une adolescente de 16 ans timide et discrète, qui endure depuis sa plus tendre enfance les persécutions et les moqueries incessantes de ses camarades de classe dont elle est le souffre-douleur. Les humiliations qu'ils lui font subir à chaque instant s'apparentent à une véritable torture mentale à laquelle Carrie ne peut échapper : de plus, elle est victime des mauvais traitements que lui inflige sa mère, Margaret White, une fanatique religieuse fondamentaliste. Peu jolie, disgracieuse et terriblement solitaire, Carrie n'a aucun ami et vit un calvaire qui empire de jour en jour.
Tout bascule le jour où, après une séance de sport, elle a ses premières règles sous la douche. Sa mère ne lui ayant jamais expliqué le concept de la menstruation, Carrie panique et s'imagine qu'elle est en train de mourir d'hémorragie ; loin de l'aider, ses camarades se moquent d'elle et, lui criant des injures, lui jettent des serviettes hygiéniques à la tête. Quelque chose se brise alors en Carrie et elle perd tout contrôle d'elle-même, laissant libre cours à son désespoir : ce moment est décrit dans le livre comme la Fission. Depuis, quelque chose a resurgi en elle. Un ancien pouvoir, qu'elle possédait étant enfant et qu'elle croyait avoir perdu : un don de télékinésie qui lui permet de déplacer ou de modifier à sa guise les objets à distance, par la seule force de son esprit.
Chris Hargensen, une des élèves ayant humilié Carrie, se voit interdite d'aller au bal de la promotion pour cette raison, alors qu'une autre, Sue Snell, a des remords et essaie de se lier d'amitié avec Carrie. Sue persuade son petit ami, Tommy Ross, de servir de cavalier à Carrie pour le bal tandis que Chris et son petit ami, Billy Nolan, préparent un plan pour se venger. Carrie se rend au bal avec Tommy bien que Margaret essaie de l'en empêcher. Nerveuse, Carrie se détend progressivement quand elle voit que personne ne se moque d'elle et Tommy commence à l'apprécier réellement. Une complice de Chris truque l'élection du roi et de la reine du bal pour que Carrie et Tommy soient élus. Lorsqu'ils montent sur scène, Chris et Billy déversent sur eux des seaux de sang de porc, et Tommy est tué quand un seau lui tombe sur la tête.
Carrie déchaîne alors ses pouvoirs. Elle verrouille les portes du gymnase, enfermant les personnes présentes, puis elle met le feu à la salle avant de quitter les lieux, en laissant ses camarades brûler vifs dans l'incendie. Elle part ensuite semer la désolation à travers Chamberlain, incendiant le lycée et plusieurs quartiers de la ville. À son retour chez elle, Carrie doit faire face à Margaret, devenue enragée. Margaret poignarde sa fille et Carrie la tue en faisant s'arrêter son cœur. Très gravement blessée, Carrie retrouve Chris et Billy alors qu'ils veulent fuir la ville et force leur voiture à avoir un accident, les tuant tous les deux. Sue arrive sur les lieux et confesse à Carrie par télépathie que c'est elle qui a persuadé Tommy de l'emmener au bal en guise de pardon. Carrie reconnaît son geste puis meurt de ses blessures. Quatre mois plus tard, Chamberlain a été désertée par ses habitants, les incendies ayant provoqué la mort de 440 personnes. Des années plus tard, Sue écrit un livre sur ces événements.

## Personnages
Carrietta White : Surnommée Carrie par son entourage, elle est la figure principale de l'histoire. Timide, solitaire et empruntée, elle est le souffre-douleur de sa classe et est victime du fanatisme religieux de sa mère Margaret. Mais elle possède en elle un don de télékinésie redoutable capable de semer la destruction à volonté.
Margaret Brigham White : Adepte du christianisme fondamentaliste, Margaret est la mère de Carrie et la veuve de Ralph White. Violente, brutale et dévouée à ses principes, elle voue une véritable obsession à la religion chrétienne mais suit des conceptions assez spéciales : entre autres, elle méprise l'ensemble des femmes, considérant les seins et la menstruation comme les signes du péché. Elle honnit également l'acte sexuel. Effrayée par le pouvoir de Carrie, elle la considère comme une sorcière et la bat très souvent.
Rita Desjardin : Mlle Desjardin est la professeure d'éducation physique du lycée Ewen. Jeune et autoritaire, elle prend Carrie en pitié après avoir assisté à sa scène d'humiliation sous la douche ; bien qu'elle éprouve également un sentiment de dégoût à son égard, elle prend sa défense et punit très sévèrement les filles qui se moquaient d'elle, allant jusqu'à frapper et injurier Chris Hargensen.
Christine Hargensen : surnommée Chris. Belle, riche et populaire, elle est la fille d'un célèbre avocat. Apparemment dépourvue de valeurs morales, Chris adore s'en prendre aux handicapés et aux timides, montrant dans ce domaine une véritable cruauté qui mène à la violence physique. Carrie est sa cible favorite. Après avoir été punie par Desjardin, elle accuse Carrie d'en être la responsable et décide de se venger.
Billy Nolan : Billy est le petit ami de Chris et le chef d'un gang. Intellectuellement très peu brillant — il est dit qu'il a redoublé plusieurs classes — et issu d'une famille brisée, il semble obéir à Chris au doigt et à l'œil. Mais en réalité, il est très volontaire et franchement brutal et ne compte pas la laisser se servir de lui comme d'un esclave. Il accepte de l'aider dans son plan de vengeance contre Carrie.
Susan Snell : surnommée Sue. Élève au lycée Ewen, Sue est belle, populaire et sort avec Tommy Ross, lui aussi une vedette. Contrairement à toutes les autres filles, elle se dégoûte d'avoir injurié ainsi Carrie et, ne pouvant se défaire d'un sentiment de culpabilité, essaie de trouver un moyen de se racheter. C´est l'une des rares figures de l'histoire qui veuille le bien de Carrie.
Thomas Ross : surnommé Tommy. Le petit ami de Susan, Tommy est un beau jeune homme brillant, vedette de l’équipe de football. Naturellement très sympathique et compréhensif, il aime Sue et accepte, pour elle, de mener Carrie au Bal de Printemps à sa place.

## Construction et inspiration
L'histoire en elle-même commence à partir du traumatisme subi par Carrie lors de ses premières règles, moment capital puisque c'est celui où resurgissent ses dons de télékinésie. Le récit est entrecoupé d'articles de journaux — fictifs — et d'extraits de livres spécialisés traitant du cas Carrie White, et qui permettent, avant même de lire la fin du roman, d'avoir une idée assez précise du déroulement de l'histoire. Ces interruptions épistolaires dans la narration ont été introduites par King car son roman était trop court et ont pour effet de remettre l'élément paranormal dans un contexte rationnel. Il y a également de nombreux flashbacks — Carrie se remémore avec clarté son passé, notamment les premières manifestations de son pouvoir.
Stephen King, comme il le raconte dans son essai Écriture : Mémoires d'un métier, s'est largement inspiré de l'histoire de deux jeunes filles, qu'il nomme Dodie et Sondra, qu'il connut au lycée. En effet, toutes deux étaient reléguées au ban de la micro-société lycéenne, où les autres jeunes filles jouaient le rôle de bourreaux. À l'origine, King avait écrit quelques pages de ce qui devait être une nouvelle destinée au magazine Cavalier avant de les jeter à la poubelle car il n'était pas satisfait de son travail. Son épouse, Tabitha, les a récupérées et, après les avoir lues, a encouragé son mari à continuer d'écrire cette histoire.

## Publication et postérité
Carrie est publié par Doubleday le 5 avril 1974 à 30 000 exemplaires, dont 13 000 sont vendus la première année. Le roman sort en édition de poche l'année suivante et se vend à plus de 1 300 000 exemplaires en moins d'un an.
Carrie ne fait pas partie des romans les plus populaires de Stephen King parmi les lecteurs, l'auteur reconnaissant lui-même qu'il ne fait pas partie de ses meilleures œuvres, mais demeure néanmoins l'un des plus connus du grand public et l'un des plus cités ou parodiés dans la culture populaire.

## Analyse
Pour Michael R. Collings, « l'histoire se concentre sur un être rejeté », élément qui va devenir l'une des marques de fabrique de King, particulièrement dans ses œuvres des années 1970 et 1980. Le personnage principal inspire à la fois la pitié et la crainte du lecteur. Totalement isolée, Carrie White est le souffre-douleur de ses camarades du lycée et les rares gestes bien intentionnés à son égard, de la part de Sue Snell et Tommy Ross, provoquent indirectement la tragédie. D'un autre côté, les adultes censés l'aider (le proviseur, Mlle Desjardin) adoptent avec elle une attitude distante, alors que sa propre mère, fanatique religieuse, est la principale cause du destin tragique de Carrie, archétype du parent destructeur qui reviendra lui aussi plusieurs fois par la suite dans l'œuvre de l'écrivain. À travers sa description du milieu scolaire et familial, présentés comme monstrueux, King entame sa critique de la société américaine.
Laurent Bourdier note les analogies entre l'histoire de Carrie et celle de Cendrillon : ainsi, la belle-mère de Cendrillon peut être comparée à la mère de Carrie, les demi-sœurs de l'une aux camarades de lycée de l'autre, Tommy Ross au prince charmant et Sue Snell à la bonne fée. Enfin, le bal dans lequel la beauté de l'héroïne doit être reconnue sert de point culminant aux deux histoires. Néanmoins, la morale des deux histoires est très différente, et le bal de Carrie, « qui aurait pu être le symbole de son intégration réussie devient [celui] de sa marginalisation définitive ». Il se termine en tragédie et « l'humiliation par le sang que subit Carrie renvoie à la scène de la douche » par laquelle le roman a commencé.

## Adaptations
- Carrie au bal du diable (Carrie) de Brian De Palma, film sorti en 1976.
- Carrie, comédie musicale créée en 1988 qui a connu un échec retentissant à Broadway[8] avant d'être relancée avec une nouvelle version en 2012 et 2015 pour une durée limitée avec plus de succès[9],[10].
- Carrie 2 : La Haine (Rage: Carrie 2) de Katt Shea, film sorti en 1999, suite librement adaptée.
- Carrie de David Carson, téléfilm sorti en 2002.
- Carrie : La Vengeance de Kimberly Peirce, film sorti en 2013.
- Un épisode de la série télévisée Castle est basé sur l'histoire de Carrie (6x15 - Bienvenue dans l'âge ingrat).
- Un épisode de la série musicale Glee reprend une scène phare du roman (5x02 - Let It Be).
- La scène finale d'un épisode de la série Scream s'inspire d'un célèbre passage du roman (2x04 - Happy Birthday to Me).
- Dans un épisode musical de la série télévisée Riverdale, les étudiants montent une comédie musicale basée sur l'univers de Carrie (2x18 - Chapitre trente-et-un : La Nuit de tous les dangers).
- Une mini-série, Carrie, sera diffusée en 2026.